# أندرو بلوم
أندرو بلوم (بالإنجليزية: Andrew Blum) هو صحفي أمريكي، ولد في 13 مارس 1977.

## وصلات خارجية
- الموقع الرسمي